# مغز (غذا)

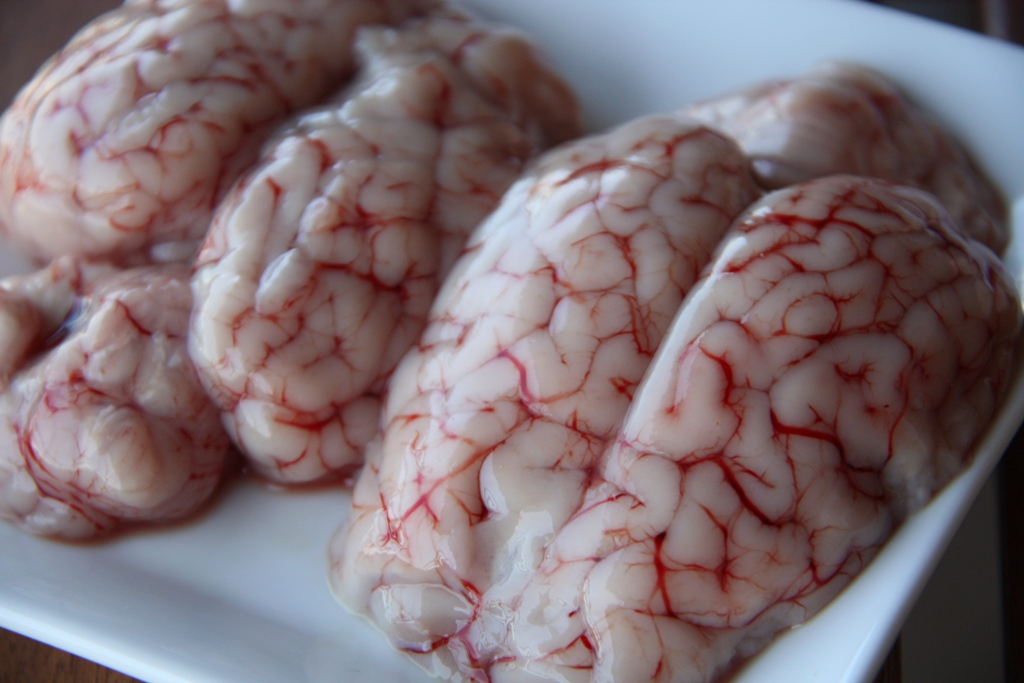
مغز بره که در معرض فروش قرار داده شده‌است

مغز (انگلیسی: Brain as food) همچون بیشتر اندام‌های داخلی یا فراورده‌های فرعی گوشت، می‌تواند به عنوان مواد غذایی مصرف گردد. مغزهایی که به عنوان مواد غذایی مورد مصرف قرار می‌گیرد از قبیل مغز خوک، سنجاب، خرگوش، اسب، گاو، میمون، مرغ، شتر، ماهی، بره و بز می‌باشند. در بسیاری از فرهنگ‌ها، گونه‌های مختلف مغز به عنوان یک غذای لذیذ در نظر گرفته می‌شود.

## ارزش غذایی
دوکوزاهگزانوئیک اسید (DHA) که یک اسید چرب امگا ۳ با اهمیت است، در مغز پستانداران به وفور یافت می‌شود. به عنوان نمونه، طبق داده‌های ارزش غذایی، ۸۵ گرم (۳ اونس) از مغز گاو دارای ۷۲۷ میلی‌گرم از این نوع اسید چرب امگا ۳ است. برای قیاس قرار دادن، مؤسسه ملی سلامت (NIH) تعیین کرده‌است که روزانه، خردسالان به ۱۵۰ میلی‌گرم و زنان باردار و شیرده به ۳۰۰ میلی‌گرم به دوکوزاهگزانوئیک اسید (DHA) نیاز دارند.
حدود ۱۲ درصد از ترکیب مواد مغذی مغز را لیپید تشکیل داده‌است که بخش زیادی از آن در قسمت میلین قرار دارد (که دارای ۷۰ تا ۸۰ درصد چربی است). مغز دارای کلسترول بسیار زیادی است. به‌طور نمونه، مصرف یک وعده «مغر خوک داخل شیر گریوی» ممکن است شامل ۳٬۵۰۰ میلی‌گرم کلسترول باشد (که معادل ۱۱۷۰ درصد از مرجع مصرف رژیم غذایی توصیه شده می‌باشد).